# Polgári Platform (Lengyelország)
Polgári Platform (lengyelül Platforma Obywatelska, PO) lengyelországi, korábban liberál-konzervatív, jelenleg, 2021. szeptember 18-tól hatályos új statútuma alapján már sokkal inkább centrista, szociálliberális irányzatú politikai párt. Az Európai Néppárt (EPP) tagja. Vezetője Donald Tusk.
A 2007. október 21-én tartott előrehozott választásokat a párt a szavazatok 41,39%-ával megnyerte, ezzel 209 képviselői helyhez (45,4%) jutva a Szejmben. Akkor a Lengyel Néppárttal (Polskie Stronnictwo Ludowe, PSL) alkottak koalíciót.
A 2015. október 25-én tartott parlamenti választást elvesztette, mivel 23,4%-nyi szavazatot kapott, és ezzel második lett. A választást a Jog és Igazságosság nyerte; a harmadik helyen a Kukiz’15 párt, a negyedik helyen pedig a Modern nevű lengyel párt végzett.
A 2019-es lengyel választások során, a Polgári Koalíció tagjaként 119 mandátumot szerzett a Szejmben, így a párt a második helyen maradt továbbra is, ellenzékben a Jog és Igazságossággal szemben.

## Történelme
A pártot 2001-ben alapították gazdasági liberális és kereszténydemokrata politikusok, akik korábban más pártokban voltak. Az alapítók Andrzej Olechowski, Maciej Płażyński és Donald Tusk voltak, akikre a lengyel belpolitikában "Három tenor"-ként szoktak hivatkozni. E három alapító közül ma már Tusk az egyetlen alapító tag aki maradt a pártban.
A 2001-es lengyel parlamenti választáson a párt 12.6%-ot ért el, amivel 65 mandátumot szereztek a Szejmben, egyben ők lettek a legnagyobb ellenzéki párt a baloldali Demokratikus Baloldali Szövetséggel szemben. A 2002-es lengyel helyhatósági választáson a Jog és Igazságosság párttal közös listán indultak 15 vajdaságban, csak Mazóviában voltak külön listán.
2005-ben a párt vezette e közvélemény-kutatásokat 26-ról 30%-ra nőtt, azonban a 2005-ös parlamenti választáson, amikor a párt listavezetője Jan Rokita volt, csak 24.1%-ra mérték, másodikok lettek váratlanul a Jog és Igazságosság mögött, amit 27%-ra mértek a mérések. A 2005-ös lengyel elnökválasztásokat a Jog és Igazságosság jelöltje Lech Kaczynski nyerte meg, második Donald Tusk lett.
A parlamenti választások után eredetileg A PoPis rövidítéssel ellátott Polgári Platform - Jog és Igazságosság koalíció alakult volna, azonban a PiS szerette volna uralni a fegyveres erők illetékes minisztériumait (honvédelem, belügy és külügyi tárca) és a miniszterelnöki hivatalt, ami miatt nem jött össze a koalíció. Kaczynskiék úgy döntöttek hogy a Lengyel Családok Ligája és a Lengyel Köztársaság Önvédelmi Pártjával lépnek koalícióra, amellyel létrejött az új kormány. Ezzel pedig a Polgári Platform lett a legfőbb ellenzéki párt.
2007-ben a PiS vezette kormánykoalíció felbomlott, mert Jaroslaw Kaczynski kabinete menesztette posztjából Andrzej Lepper miniszterelnök-helyettest és mezőgazdasági minisztert valamint Tomasz Lipiec sportminisztert korrupciós botrányai miatt. Emiatt 2007. októberében előrehozott parlamenti választást tartottak, amin a Polgári Platform 41.51%-ot ért el, a Szejm 460 mandátumából 209-et szerzett meg, a Szenátusban a 100-ból 60 mandátumot. Ezzel egy Polgári Platform vezette kormány alakult Donald Tusk miniszterelnökkel és koalíciós partner a Lengyel Néppárt volt.

## Ideológiája
A párt korábban egyértelműen jobbközép, centrista irányultságú volt, az utóbbi években azonban a rivális Jog és Igazságosság (lengyelül Prawo i Sprawiedliwość, PiS) a jobboldali térfélen kialakuló dominanciája révén a Polgári Platform egyértelműen balra, a centrum, illetve a liberális, szociálliberális irányba mozdult el. Egyesek balközép irányultságnak is tartják a pártot.  A pártot sokan liberálisnak, liberális konzervatívnak, konzervatív liberálisnak, kereszténydemokratának és európapártinak tartják.

### Társadalompolitika
A párt társadalmi kérdésekben korábban a német szociálkonzervatív irányzatoknak megfelelő értékeket vallott. Ellenezte az  azonos nemű párok házsaságát. Korábban ellenezték a mesterséges megtermékenyítést is, de azóta támogatják. A párt korábban szintén ellenezte az abortuszt, ugyanakkor nem támogatta a Morawiecki-kormány 2021-es abortusz-szigorítását.

### Gazdaságpolitika
A Polgári Platform korábban neoliberálisnak, gazdasági liberálisnak és fiskális konzervatív irányultságúnak tartották a gazdaságpolitikája miatt. Annak ellenére, hogy eleinte adócsökkentést tartott fontosnak, később kormányon a párt megemelte a dízelolaj, alkoholos italok, dohánytermékek és kőolajra kivetett adókat, a párt nem vezette be az egykulcsos adórendszert, de az ÁFÁ-t 22%-ról 23%-ra emelte 2011-ben. Számos adókedvezményt eltöröltek. A klímaválsággal kapcsolatban a párt ígéretett tett arra, hogy 2040-re megszűntetik Lengyelországban a szénenergia felhasználását.

#### Ellenzéki ideológiai fordulat
Ellenzékbe kerülése óta a párt számos kérdésben radikális ideológiai fordulatot hajtott végre.
2021-ben a Polgári Platform szakítva korábbi, kormányzati szerepben követett politikájával, amely szerint az abortusz csak kivételes esetekben, mint az anya életének és egészségének súlyos veszélyeztetése, nemi erőszak, vagy a magzat súlyos fejlődési rendellenessége esetén lehet legális, de szociális válsághelyzetre hivatkozva nem, bejelentette, hogy ezentúl támogatja a nők korlátlan önrendelkezési jogát a terhesség 12. hetéig.
Donald Tusk 2021-es visszatérése után a Polgári Platform élére sorozatos, éles konfliktusokba keveredett a lengyel katolikus egyházzal. Tusk meghirdette az állam és a katolikus egyház szétválasztásának kifejezetten liberális színezetű, szekularizációs programját, amelyet sokan a Polgári Platform végleges szakításaként értelmeztek a kereszténydemokrata gyökereivel. Tusk a Polgári Platform politikusaitól korábban soha nem tapasztalt keménységgel támadta a lengyel klérust, a Jog és Igazságosság kiszolgálóinak nevezve őket. 
A Polgári Platform új antiklerikalizmusát  jelezte, hogy Donal Tusk követelte a keresztek eltávolítását a lengyel parlamentből, a Szejmből, valamint az iskolákból és a közintézményekből.
Donald Tusk a Polgári Platform tervezett abortuszliberalizációja kapcsán kijelentette, hogy az abortusz ellenzői nem indulhatnak a párt színeiben a választásokon és nem tölthetnek be vezető pozíciót. Ez jelentős eltérést jelent az európai gyakorlattól, amely tolerálja a pártok képviselőinek lelkiismereti szabadságát az abortusz kérdésében, emiatt a Polgári Platform egyes konzervatívabb politikusai hátat fordítottak a pártnak.
A LMBTQ emberek jogainak kérdésében is jelentős liberális fordulaton esett át a Polgári Platform, Donald Tusk támogatásáról biztosította az azonos nemű párok hivatalos élettársi kapcsolatát, valamint ígéretet tett a nem jogi elismerésének jelentős megkönnyítésére, a meleg közösséget a lengyelországi konzervatív kormány áldozatának nevezve.
Kormányzása alatt a párt számos adómentességet törölt el.

## Szavazóbázisa
A párt szavazói egy 2020-as felmérés szerint, a szavazói jellemzően a magasan képzettek, városokban lakók, és vezetői pozíciókban dolgozó emberek közül kerül ki. Sok szavazója középkorú, akik jellemzően komoly szellemi tudást igénylő szakmákban dolgoznak valamint az irodai, értelmiségi munkakörökben dolgozó közép és felsőközéposztálybeli.
2016-os felmérés szerint a párt szavazóinak 83%-a római katolikus volt és a szavazók 44%-a hetente jár gyülekezetbe. A választók között számos keresztény baloldali értékrendű ember van valamint a katolikusok liberális és mérsékelt szárnya volt jelen. A konzervatívabb katolikusok a Jog és Igazságosság szavazói között van.